# Simonsberg
Simonsberg település Németországban, Schleswig-Holstein tartományban. Lakosainak száma 813 fő (2023. december 31.). Simonsberg Husum és Südermarsch községekkel határos.

## Népesség
A település népességének változása:
| Lakosok száma | 826  | 823  | 831  | 826  | 821  | 813  |
|               | 1975 | 2017 | 2019 | 2021 | 2022 | 2023 |